# В търсене на Грегъри
В търсене на Грегъри (на английски: In Search of Gregory) е името на британо-италиански филм от 1969 г. В него участва Джули Кристи.